# Nick Zedd
Nick Zedd, nom de scène de James Harding, né le 8 mai 1958 à Takoma Park et mort le 27 février 2022 à Mexico, est un cinéaste et auteur américain. 
Il a inventé le terme Cinema of Transgression  (en), en 1985, pour décrire un groupe soudé de cinéastes et d'artistes partageant les mêmes idées et utilisant des valeurs choc (en) et l'humour noir dans leur travail. Ces cinéastes et collaborateurs artistiques comprenaient Richard Kern, Tessa Hughes-Freeland, Lung Leg et Lydia Lunch. Sous de nombreux noms de plume, Nick Zedd a édité et écrit l'Underground Film Bulletin (1984–1990) qui a rendu public le travail de ces cinéastes. Le cinéma de la transgression a été exploré dans le livre de Jack Sargeant, Deathtripping.

## Carrière
Nick Zedd a joué dans des films à petit budget comme le film Super-8 The Manhattan Love Suicides (1985), What About Me (1993), Bubblegum (1995), Jonas in the Desert (1997), Terror Firmer de Troma Films. (1999) et Thus Spake Zarathustra (2001). Il est également apparu dans les documentaires Llik Your Idols (2007) et Blank City (es) (2010). 
Il est l'auteur de deux livres autobiographiques, Bleed (1992, Hanuman Books) et Totem of the Depraved, ainsi que du roman auto-publié From Entropy to Ecstasy (1996). D'autres écrits de Nick Zedd ont été présentés dans Up Is Up But So Is Down (NYU Press) ainsi que dans Captured (7 Stories Press) et Low Rent (Grove Press). Nick Zedd a publié anonymement Cinema of Transgression Manifesto, un essai décrivant sa philosophie, dans le Underground Film Bulletin et The Theory of Xenomorphosis (1998). 
Après avoir exposé des peintures à l'huile en 2010 aux galeries ADA et Pendu, Nick Zedd a présenté une grande rétrospective de films, vidéos et peintures à la Microscope Gallery de Bushwick, Brooklyn avant de déménager au Mexique en mars 2011,. 
En 2012, il a assisté à une rétrospective de ses films au huitième salon international des réalisateurs de Berlin et a exposé des travaux au Kunst-Werke Institute for Contemporary Art de la même ville.  
En 2014, Nick Zedd a exposé trois films au Museum of Modern Art de New York dans le cadre d'une rétrospective de films de Christoph Schlingensief, qui, avant sa mort, avait cité Zedd comme une influence majeure sur son travail. Plus tard en 2014, Nick Zedd a présenté sa première exposition publique de peintures à Mexico, dans une exposition collective organisée par Aldo Flores au Salon des Aztecas Gallery de Coyoacán.
Il meurt le 27 février 2022 à Mexico, à l'âge de 63 ans.

## Filmographie
- 1979 : They Eat Scum
- 1980 : The Bogus Man
- 1983 : Geek Maggot Bingo
- 1983 : The Wild World of Lydia Lunch
- 1984 : Thrust in Me
- 1984 : School of Shame
- 1986 : Kiss Me Goodbye
- 1986 : Go to Hell
- 1987 : Police State
- 1988 : Whoregasm
- 1992 : War Is Menstrual Envy
- 1995 : Smiling Faces Tell Lies
- 1998 : Why Do You Exist
- 1999 : Tom Thumb in the Land of the Giants
- 1999 : Ecstasy in Entropy
- 2001 : I of K9
- 2001 : Elf Panties: The Movie
- 2001 : Lord of the Cockrings
- 2001 : Thus Spake Zarathustra
- 2002 : I Was a Quality of Life Violation
- 2003 : Electra Elf: Dance With the Devil
- 2003 : Electra Elf: Maggot on a Hot Tin Roof
- 2003 : Electra Elf: Old Man & the Sea Monkey
- 2004 : Electra Elf: Great Shrunken Expectations
- 2004 : Electra Elf: Roof Party
- 2004 : Electra Elf: I, Nauseous
- 2004 : Electra Elf: Hellbound Heiresses
- 2005 : Electra Elf: Deadly Little Trees
- 2005 : Electra Elf: Triumph of the Ill
- 2005 : Electra Elf: Of Lice and Men
- 2005 : Electra Elf: The Beginning Parts One & Two
- 2006 : Electra Elf: Don't Worry Bee Happy
- 2006 : Electra Elf: Vile Buddies
- 2006 : Electra Elf: Battle of the Bands
- 2007 : Electra Elf: No Plague Like Home
- 2007 : Filthy Rich
- 2007 : Electra Elf: We All Scream for Ice Cream
- 2007 : Electra Elf: Behind the Scenes
- 2007 : Mistakes Hapen
- 2007 : Electra Elf: Hollow Be Thy Name
- 2007 : Electra Elf: Goin to the Chapel
- 2008 : Electra Elf: Gone with the Mind
- 2011 : NYC/MEXICO
- 2011 : The Birth of Zerak
- 2011 : Paintings 2009-11
- 2011 : Frustration/Dr. Shinto
- 2012 : Cockfight
- 2013 : El Manifiesto Extremista
- 2014 : Demonic Sweaters: Love Always Love
- 2015 : Paradise Lost
- 2016 : The Death of Muffinhead
- 2016 : Attack of the Particle Disruptors
- 2017 : Demonica
- 2017 : Eclipse of the Ectoparasite
- 2018 : Old Exit: Last Seen at the Church House
- 2019 : The Reckoning